# Fosfat trisodic
Fosfatul trisodic (TSP) este un compus anorganic, sarea sodiului cu acidul fosforic, cu formula Na3PO4. Este un solid alb, granular sau cristalin, foarte solubil în apă, producând o soluție alcalină. Este folosit ca agent de curățare, lubrifiant, aditiv alimentar, pentru îndepărtarea petelor și degresant.
Elementul de comerț este adesea parțial hidratat și poate varia de la forma anhidră Na3PO4, până la dodecahidrat, Na3PO4·12 H2O. Adesea întâlnit sub formă de pulbere albă, poate fi, de asemenea, numit și ortofosfat trisodic sau pur și simplu fosfat de sodiu.

## Obținere
Fosfatul trisodic poate fi produs prin neutralizarea acidului fosforic cu hidroxid de sodiu, sau câteodată prin reacția acidului cu carbonat de sodiu. Reacția cu carbonatul produce doar hidrofosfat de sodiu, care poate ulterior să fie tratat cu hidroxid:
Na2CO3 + H3PO4 → Na2HPO4 + CO2 + H2O
Na2HPO4 + NaOH → Na3PO4 + H2O